# Slatina (okres Levice)
Slatina (Hongaars: Szalatnya) is een Slowaakse gemeente in de regio Nitra, en maakt deel uit van het district Levice.
Slatina telt 356 inwoners.